# Etti Kagarov
Etti Kagarov (nascida a 28 de janeiro de 1956 em Kohtla-Järve) é uma política estoniana. Ela foi membro do XII e XIII Riigikogu.
Kagarov foi membro do partido União do Povo da Estónia de 2000 a 2010 e é membro do Partido Social-democrata da Estónia desde 2011. De 2003 a 2014 foi autarca da freguesia de Kohtla e é, desde 2018, directora do Museu Mineiro da Estónia.